# Steven Callahan
Pour les articles homonymes, voir Callahan.
Steven Callahan né en 1952 est un auteur américain, un architecte naval, un inventeur et un navigateur connu pour avoir survécu 76 jours à la dérive sur l'océan Atlantique dans un radeau de sauvetage. Il a raconté son calvaire dans un livre best-seller Adrift: 76 Days Lost At Sea (en) (A la dérive - 76 jours perdu en mer) (1986). Il est resté 36 semaines dans la New York Times Best Seller list.

## Biographie
Callahan est titulaire d'un diplôme universitaire en philosophie. Architecte naval de formation, il a dessiné et construit des bateaux, enseigné la conception, navigué, couru et vécu à bord de toutes sortes d'embarcations. Depuis les années 1980, il a aussi beaucoup écrit pour la presse dans le monde du yachting, a contribué aux magazines Sail et Sailor, a été éditeur de Cruising World et a publié Adrift et Capsized, l'histoire de 4 hommes qui ont dérivé pendant 4 mois sur un bateau renversé à moitié immergé. Il a également donné de nombreuses conférences et a contribué à un certain nombre d'autres livres sur le design, le matelotage et la survie.
Il est titulaire de 3 brevets aux États-Unis. 

## 76 jours perdu en mer
Callahan est parti de Newport dans l'État de Rhode Island en 1981 sur le Napoléon Solo, un sloop de 6,50 mètres qu'il a conçu et construit lui-même. Il a navigué seul jusqu'aux Bermudes et a continué le voyage jusqu'en Angleterre avec son ami Chris Latchem. Il a pris le départ de la Transat 6.50, course en solitaire qui s'élançait de Penzance. Il a dû abandonner à La Corogne en Espagne. Le mauvais temps avait coulé plusieurs bateaux de la flotte et endommagé de nombreux autres, y compris Napoléon Solo. Callahan a fait des réparations puis a continué à voyager vers le sud, Espagne, Portugal, Madère et les Canaries. Il a quitté El Hierro aux Îles Canaries le 29 janvier 1982 en direction d'Antigua. Après 7 jours, pendant une tempête de nuit, la coque du bateau a été gravement trouée par un objet non identifié. Le navire était rempli d'eau mais n'a pas coulé grâce aux compartiments étanches que Callahan avait dessinés. Dans son livre, il écrit qu'il soupçonne la collision avec une baleine.
Comme il est impossible de rester à bord du bateau rempli d'eau, Callahan s'échappe dans une embarcation de sauvetage de 6 personnes et de 6 pieds de large. Il se tenait au large dans le radeau, mais a réussi à revenir à bord plusieurs fois pour plonger et récupérer un morceau de coussin, un sac de couchage et une trousse d'urgence contenant, entre autres choses, de la nourriture, des cartes de navigation, un fusil à harpon, fusées de détresse, torche, distillateurs solaires de production d'eau potable et une copie de Sea Survival, un manuel de survie écrit par Dougal Robertson (en). Avant l'aube, une déferlante a séparé le voilier du radeau qui partit dériver plus loin.

## L'Odyssée de Pi
Durant le tournage du film L'Odyssée de Pi, Ang Lee a demandé à Callahan d'être un consultant sur la vie à bord d'un radeau de sauvetage. Le réalisateur lui a dit « je veux faire de l'océan un véritable personnage dans ce film ». Callahan a fabriqué des leurres et des outils vus dans le film.